# Radomir Lukić
Radomir Lukić (srbsko Радомир Лукић), srbski pravnik, predavatelj in akademik, * 31. avgust 1914, † 31. maj 1999.
Lukić je deloval kot redni profesor za teorijo države in prava Univerze v Beogradu in bil dopisni član Slovenske akademije znanosti in umetnosti (od 23. aprila 1987).